# Bataille de Bohoma (2019)
Pour les articles homonymes, voir Bataille de Bohoma.
Insurrection de Boko Haram
Batailles
La bataille de Bohoma a lieu le 15 avril 2019 pendant l'insurrection de Boko Haram.

## Déroulement
Dans la nuit du 14 et 15 avril 2019, à minuit, les djihadistes de l'État islamique en Afrique de l'Ouest lancent une attaque contre la localité de Bouhama, près de Kaigakindjitia, dans la région du lac Tchad,. Plusieurs kamikazes se font exploser, mais l'assaut est repoussé.

## Pertes
Selon le porte-parole de l'armée tchadienne, le colonel Azem Bermandoa, les troupes tchadiennes déplorent sept morts et quinze blessés tandis que les djihadistes laissent 63 morts.